# Kho (gastronomia)
Con il termine kho (in lingua vietnamita letteralmente brasare, stufare o cuocere a fuoco lento) si indicano una serie di piatti della cucina vietnamita, caratterizzati da una lenta stufatura degli ingredienti in una salsa densa, mediamente dolce, di colore rosso-marrone, che contiene zucchero caramellato e salsa di pesce. Tipicamente viene stufato in una pentola di terracotta chiamata nồi đất. Viene servito con riso bianco cotto al vapore o tostato, oppure con una baguette calda.
Bò kho è la variante più comune; uno stufato di manzo con tagliatelle.

## Varianti
Il kho viene perlopiù preparato con pezzi di carni bovine, pesce o carne di maiale, accompagnati da verdure, ma se ne preparano anche versioni vegetariane. Il kho di manzo è chiamato bò kho o thịt bò kho, quello di pesce cá kho o cá kho tộ (il termine tộ si riferisce al contenitore in terracotta dove viene preparato). Tra i pesci il più usato è il pesce gatto, in particolare nel Vietnam meridionale. Il kho a base di pollo, chiamato gà kho o gà kho gừng (gừng significa zenzero) è meno popolare.